# Den försvunna hästen
Den försvunna hästen är en deckarbok i serien Dalslands Deckarna, skriven av Pia Hagmar. Boken utkom 2002 på B Walström förlag. 